# Побутові відходи
Побуто́ві відхо́ди — тип відходів, що створюються у житлово-комунальному господарстві (побуті).

## Види
- тверді побутові відходи (ТПВ). До твердих побутових відходів відносять картон, газетний, пакувальний або споживчий папір, всіляку тару (дерев'яна, скляна, металева); предмети та вироби з дерева, металу, шкіри, скла, пластмаси, текстилю та інших матеріалів, що вийшли з ужитку або втратили споживчі властивості; зламані або застарілі побутові прилади, — сміття, а також сільськогосподарські та комунальні харчові відходи[1]. В Україні сортують 4 % побутових відходів, решту спалюють або вивозять на сміттєзвалище[2].

- рідкі побутові відходи (стічні води, фекалії)

## Утворення та їх склад
| Вміст цінної вторсировини у побутовому смітті, % | Вміст цінної вторсировини у побутовому смітті, % |
| ------------------------------------------------ | ------------------------------------------------ |
| Папір                                            | 10,3 — 26,4                                      |
| Харчові відходи                                  | 20 — 40                                          |
| Деревина                                         | 0,75 — 3,7                                       |
| Текстиль                                         | 0,2 — 8                                          |
| Метал                                            | 1 — 5,8                                          |
| Скло                                             | 1,1 — 9                                          |
| Полімери                                         | 0,6 — 6                                          |

Накопичення побутових відходів значною мірою залежить від погодних умов, пори року, ступеня благоустрою житлових будинків, рівня життя населення тощо. У загальному обсязі побутових відходів міститься 10,3 — 26,4 % паперу, 20 — 40 — харчових відходів, 0,75 — 3,7 — деревини, 0,2 — 8 — текстилю, 1 — 5,8 — металів, 1,1 — 9 — скла, 0,6 — 6 — полімерних відходів та інших речовин.

## Переробка

### Загальні питання
Актуальні питання вторинного використання, переробки й знешкодження ТПВ потребують вкладення значних коштів, а традиційний метод складування сміття на звалищах стає малоефективним і небезпечним для навколишнього середовища.
Переповнені звалища й полігони виводять з використання величезні площі, отруюють водойми та повітря (див. забруднення атмосферного повітря і водойм), є розсадниками гризунів, інкубаторами хвороботворних організмів. Вимоги до полігонів ТПВ постійно зростають, що підвищує вартість захоронення відходів.
Комплексна переробка ТПВ, що включає сортування, термообробку, ферментацію та інші процеси, забезпечує максимальну екологічну та економічну ефективність.
Найбільш розповсюдженими видами промислової переробки ТПВ є спалювання, ферментація, сортування та їх різні комбінації.
У ЄС використовують 40 % побутових відходів (2010 р.).

### Збирання

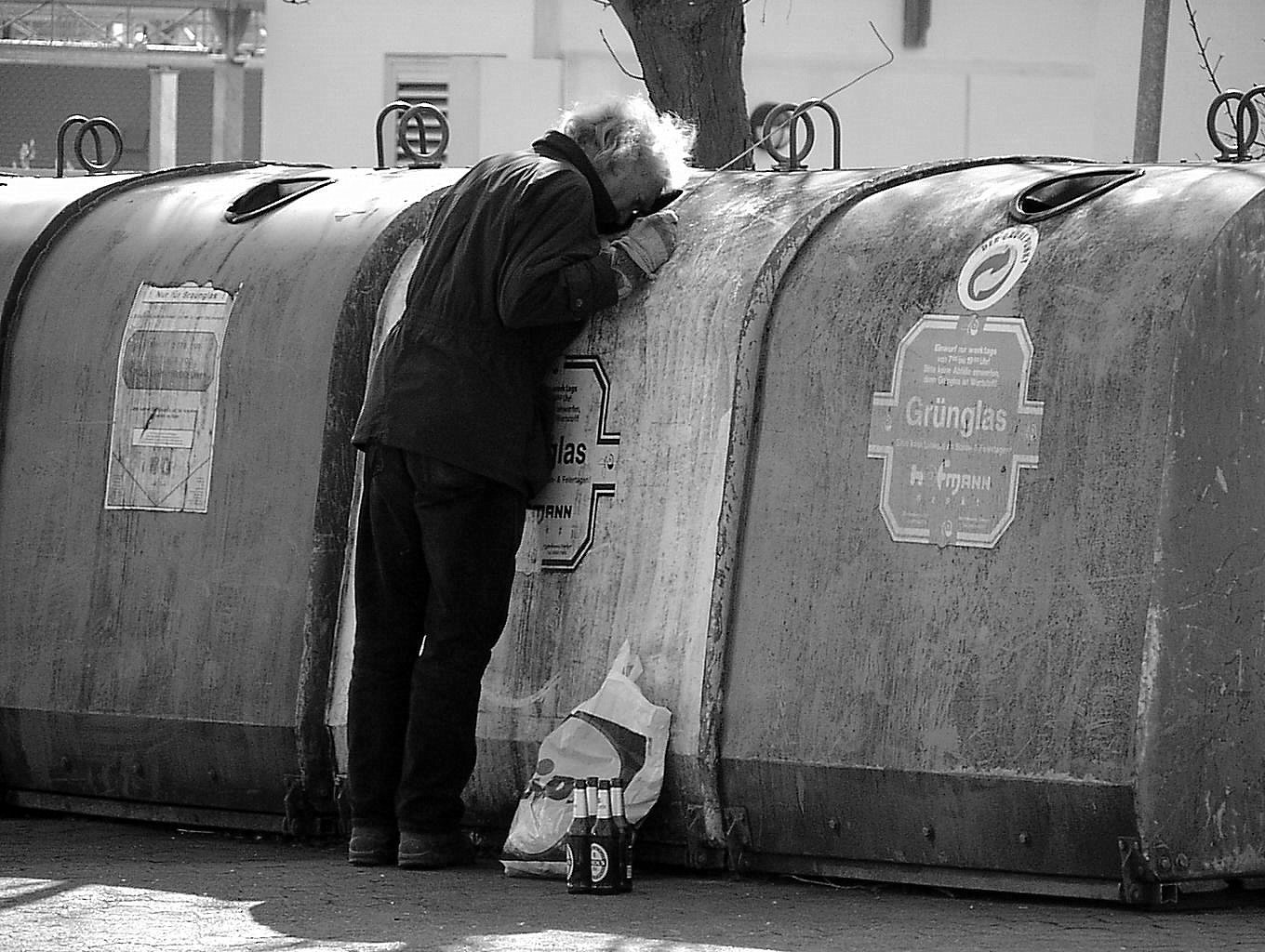
Життя на смітнику

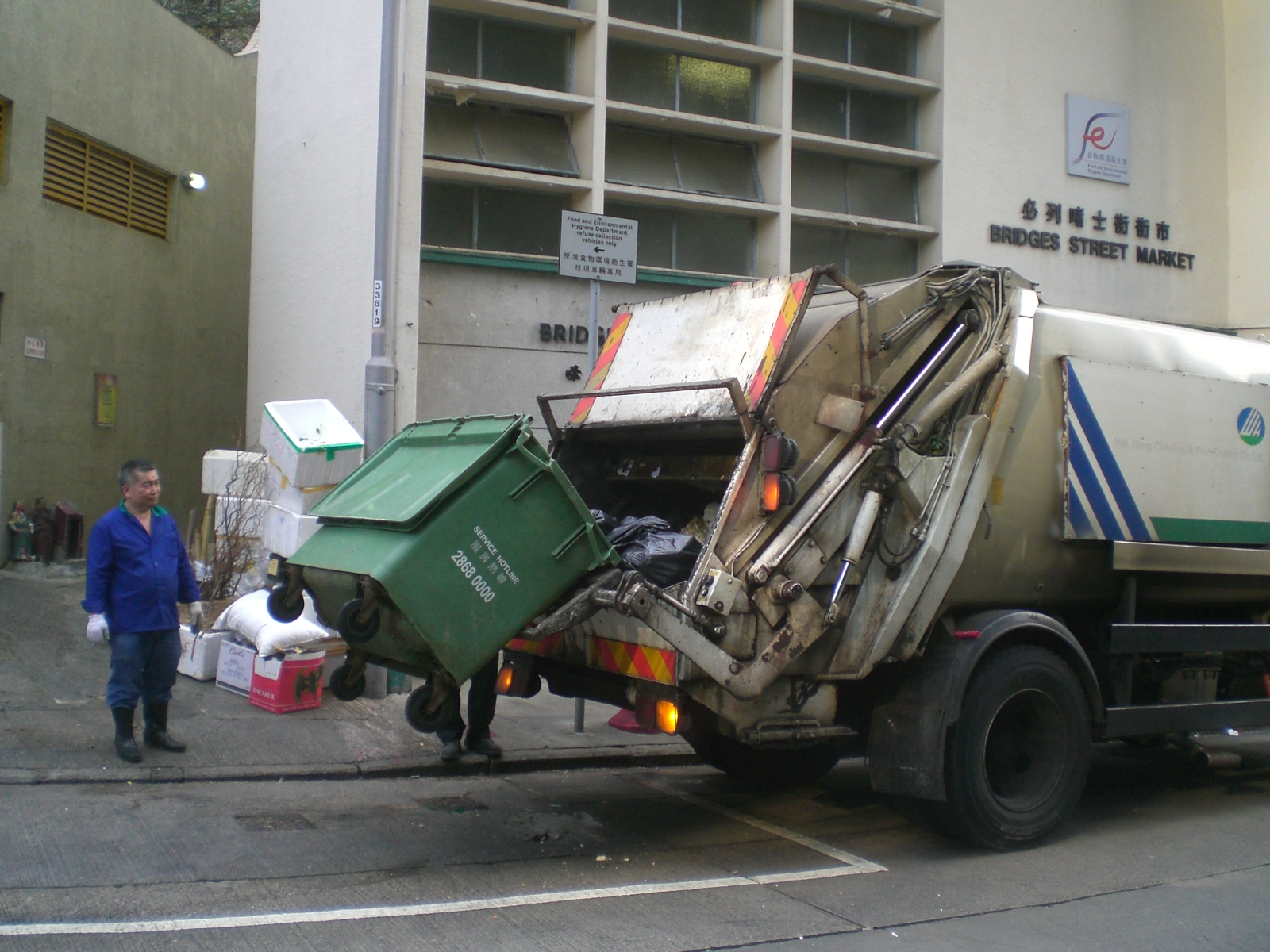
Збирання сміття спеціалізованим транспортом

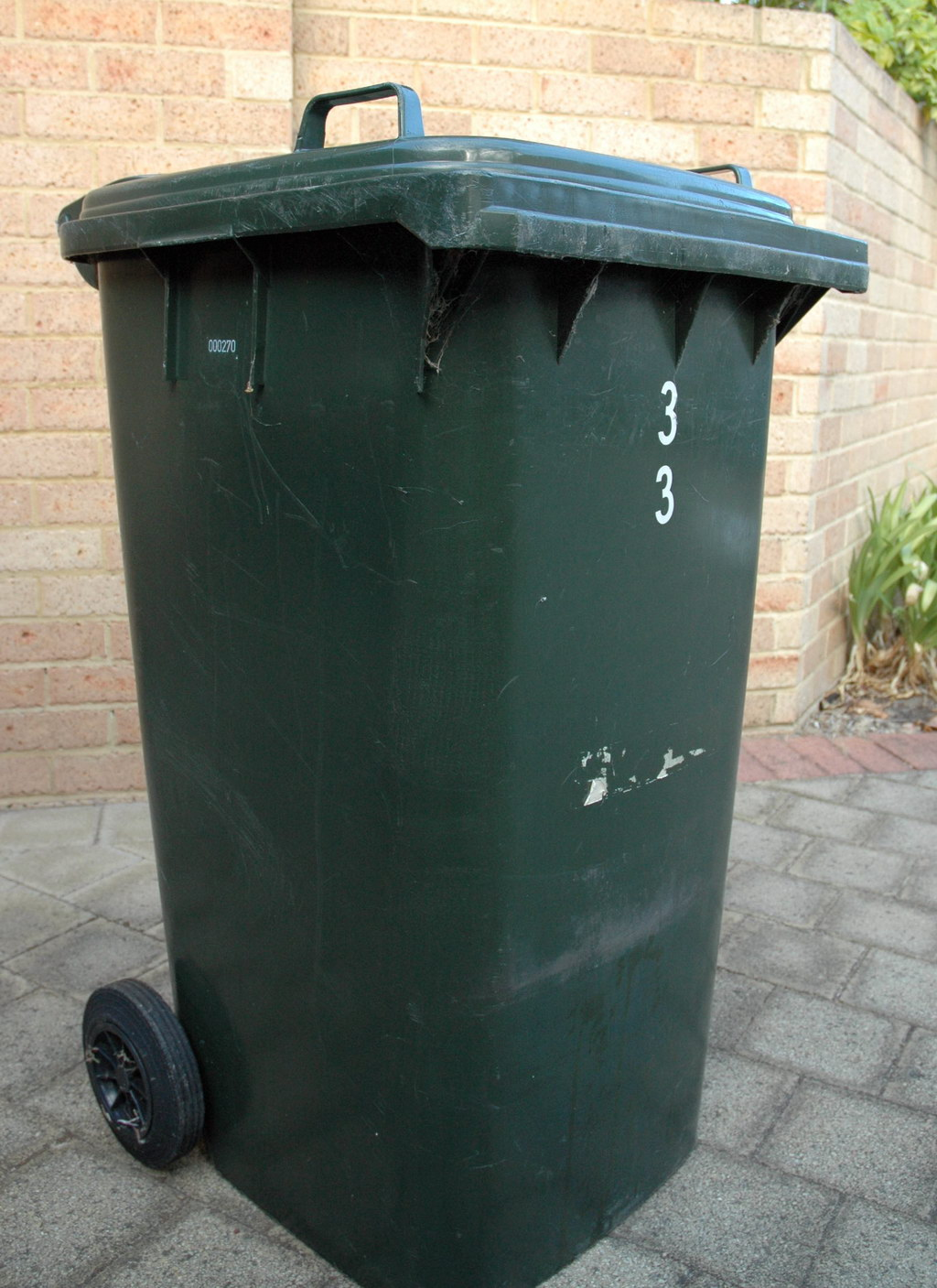
Пересувний компактний смітник — найкращий для приватної забудови

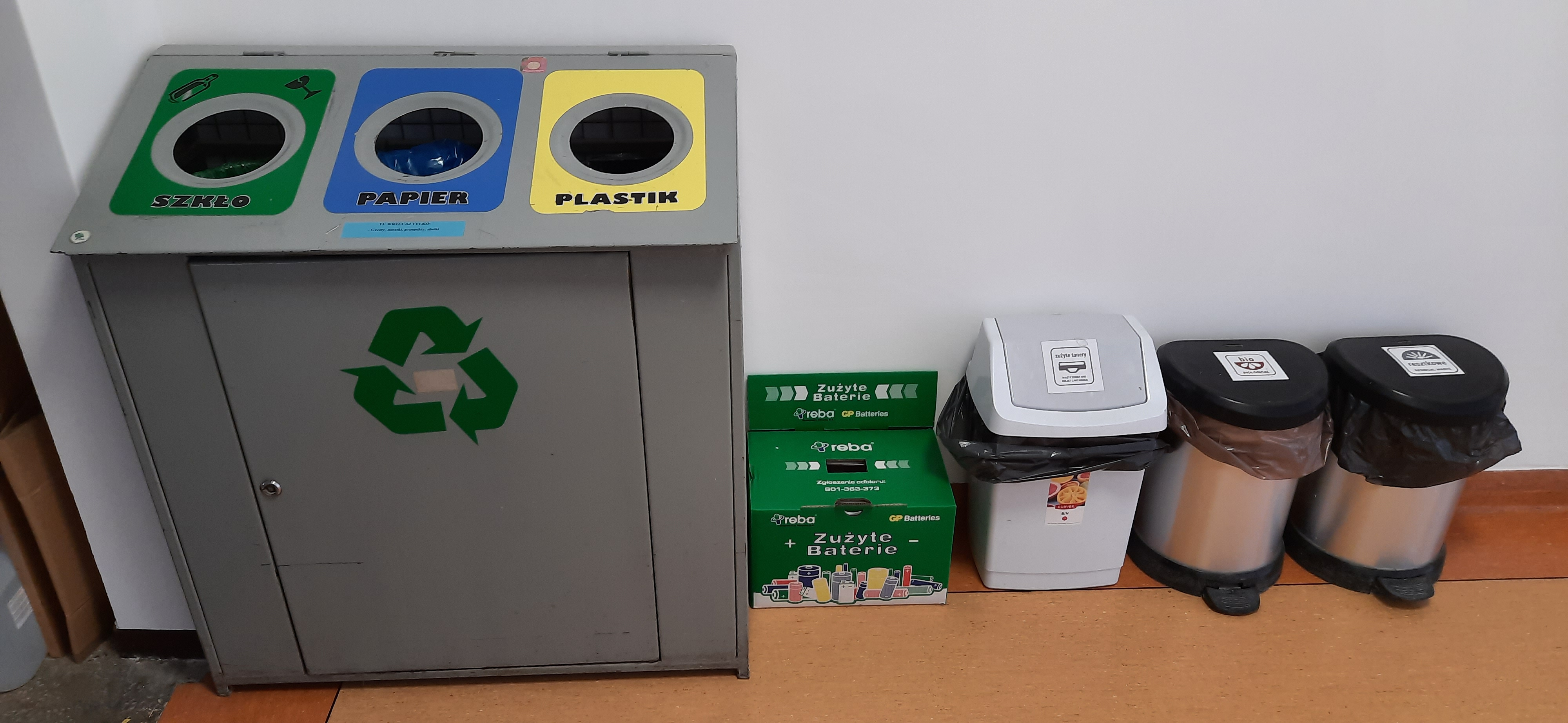
Контейнери для сортування відходів, Гданська політехніка

Збирання побутових відходів є основним завданням санітарного очищення населених пунктів і здійснюється спеціальними автомобілями спеціалізованих цехів (підприємств). Для збирання та тимчасового зберігання побутових відходів використовуються контейнери для сміття.
В Україні у сільських населених пунктах відсутні спеціалізовані підприємства у сфері поводження з побутовими відходами та санкціоновані звалища відходів. Питання збирання твердих побутових відходів вирішується або територіальними громадами, або наявне стихійне викидання сміття. При цьому побутові відходи складуються у природних рельєфних утвореннях — балках, ярах, долинах річок. Це становить екологічну небезпеку, оскільки стічні води, насичені забруднювальними речовинами, потрапляють у водні об'єкти.

## Полігони (сміттєзвалища)
Найбільші площі під полігони зайняті в Дніпропетровській — 140 гектарів, Донецькій — 330, Одеській — 195, Запорізькій — 153, Луганській області — 129 гектарів. Станом на 2016 рік на одного мешканця України припадав 271 кілограм викинутого сміття на рік.

### Спалювання
При використанні технології спалювання ТПВ утворюються шлак й летюча зола, а також димові гази. Через підвищений вміст у шлаку важких металів його досить важко утилізувати. Попереднє сортування зменшує кількість шлаку та золи.
З чотирьох сміттєспалювальних заводів (Київ, Харків, Севастополь та Дніпро) працюють лише Київський і Дніпропетровський, обладнання яких застаріле і не відповідає сучасним екологічним вимогам, внаслідок чого вони стають джерелом забруднення довкілля токсичними газами.

### Ферментація
Основним недоліком технології ферментації вихідних ТПВ без їх попереднього сортування та підготовки є велика кількість яка підлягає складуванню на полігоні, а також доволі низька якість готового продукту. Він має поганий товарний вигляд, підвищений вміст важких металів. Підвищити ефективність технології можна шляхом сортування ТПВ перед ферментацією.

### Сортування

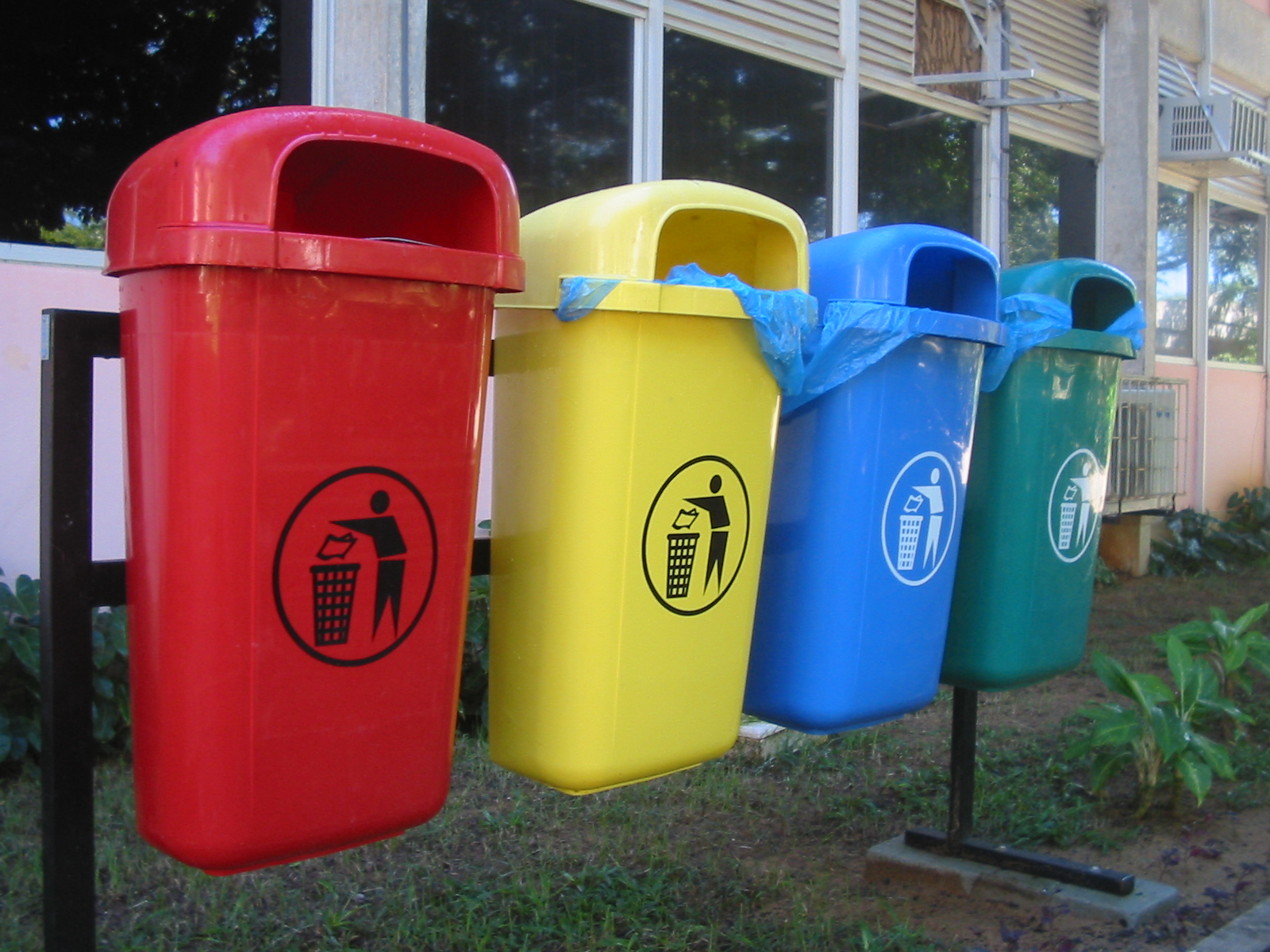
Контейнери для розділення сміття повинні мати вирізняльні риси

## Екологія

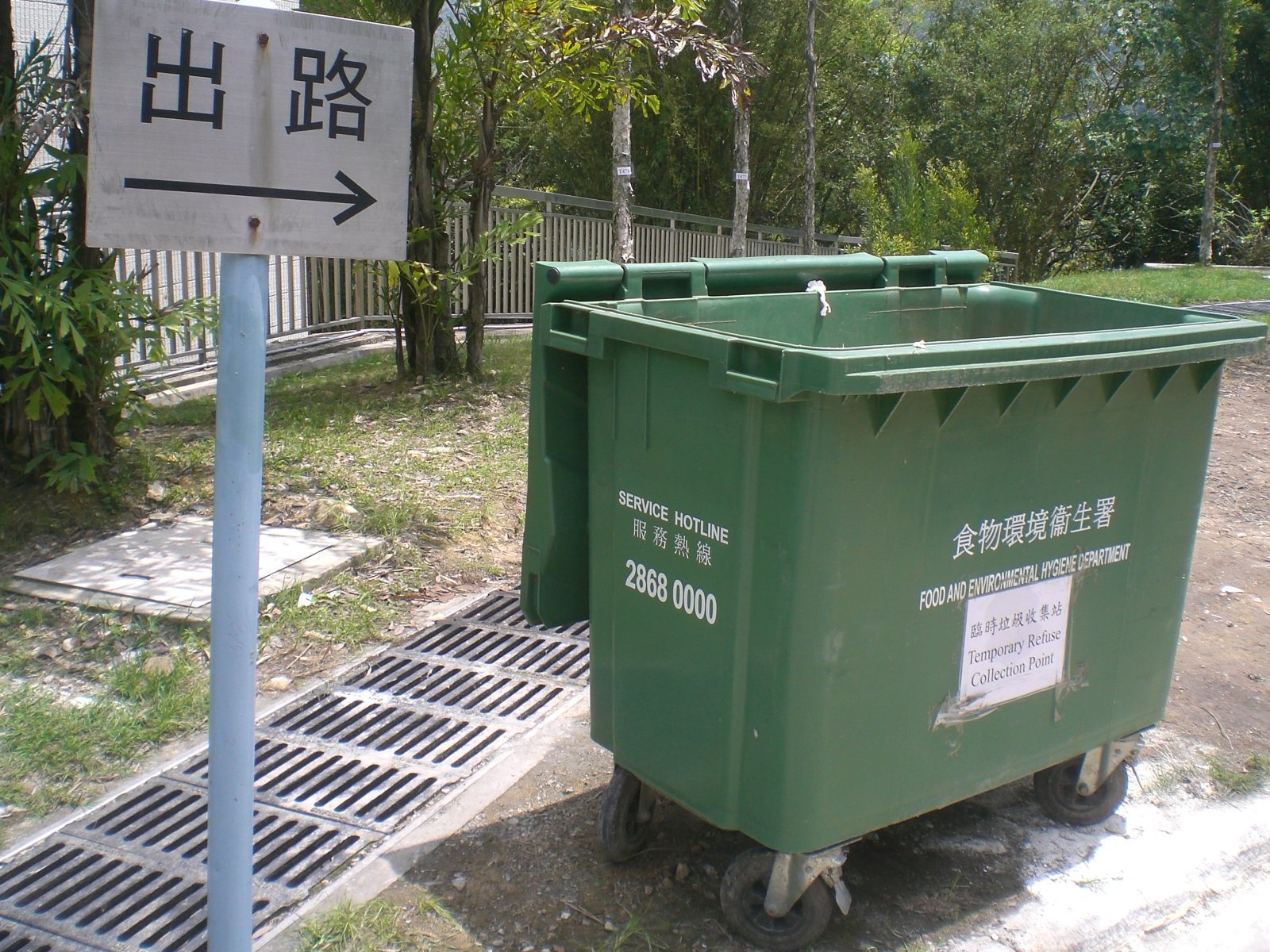
Пластиковий сміттєконтейтер із кришкою

Майже всі побутові відходи в Україні захоронюються на полігонах. Переважна їх більшість працює в режимі перевантаження, тобто з порушенням проектних показників щодо обсягів накопичення відходів. Водночас полігони є джерелом інтенсивного забруднення атмосфери та підземних вод. Практично ні на одному з них не знешкоджується фільтрат. Майже усі полігони потребують невідкладної санації та рекультивації. Не вирішуються питання створення нових полігонів. Половина полігонів побутових відходів приймає промислові відходи. Крім того, у багатьох містах триває процес утворення несанкціонованих звалищ побутових відходів.
Частина сміттєконтейнерів виготовляється без кришок, що призводить до підвищення вологості побутових відходів, зумовлює прискорення процесів загнивання в теплий період року та примерзання їх до контейнерів у морозну погоду, у зв'язку з чим ускладнюється транспортування та стає практично неможливою подальша переробка побутових відходів. Через несвоєчасне вивезення побутових відходів контейнери стають місцем розповсюдження гризунів, шкідливих комах та небезпечним джерелом інфекцій.
У результаті комплексної переробки ТПВ утворюються шлаки, зола та відходи сортування, які є екологічно небезпечними і потребують знешкодження. Серед існуючих технологій переробки ТПВ найнебезпечнішим для довкілля є технології ферментації та спалювання вихідних ТПВ.

## Правове регулювання
Державні органи та місцеві адміністрації можуть сприяти цьому процесові, приймаючи відповідні юридичні акти: закони про обов'язкову рециклізацію, заборони на захоронення певних відходів та їх складових, вимоги купувати продукцію вторинної переробки, здійснюючи передоплату ліквідації відходів.
Для правового регулювання поводження з твердими побутовими відходами, в Україні Кабінетом Міністрів України прийнято однойменну програму у 2004, що була розбита на два етапи для реалізації відповідно у 2005—06, 2007—11 роках. Метою Програми є створення умов, що сприятимуть забезпеченню повного збирання, перевезення, утилізації, знешкодження та захоронення побутових відходів і обмеження їх шкідливого впливу на навколишнє природне середовище та здоров'я людини.
Програма має на меті:
- зменшити обсяги захоронення побутових відходів шляхом упровадження нових сучасних високоефективних методів їх збирання, перевезення, зберігання, переробки, утилізації та знешкодження;
- розробити та впровадити нове обладнання у сфері поводження з побутовими відходами;
- реформувати систему санітарного очищення;
- забезпечити організацію контролю за чинними та закритими полігонами побутових відходів для запобігання шкідливому впливу на довкілля та здоров'я людини, рекультивацію земельних ділянок після закриття полігонів;
- створити умови для ефективного використання побутових відходів як енергоресурсу та дослідно-промислового впровадження комплексної переробки і утилізації їх ресурсоцінних компонентів;
- забезпечити впровадження механізованого сортування побутових відходів з вилученням ресурсоцінних компонентів, переробкою їх на матеріали та вироби.